# Boris Miroszniczenko
Boris Pantielejmonowicz Miroszniczenko (ros. Борис Пантелеймонович Мирошниченко, ur. 30 maja 1911 w Charkowie, zm. 25 września 1987 w Moskwie) – radziecki urzędnik, polityk, działacz partyjny i dyplomata.

## Życiorys
W 1932 ukończył Charkowski Instytut Planowania, a w 1936 aspiranturę Moskiewskiego Instytutu Planowania. Członek WKP(b), od 1932 starszy referent Centralnego Zarządu Statystycznego Rady Komisarzy Ludowych Ukraińskiej SRR, 1936-1938 kierownik katedry Uralsko-Syberyjskiego Instytutu Gospodarki Narodowej i Saratowskiego Instytutu Planowania, od 1938 zastępca szefa, później szef Wydziału Pracy Państwowej Komisji Planowania przy Radzie Komisarzy Ludowych Rosyjskiej FSRR. 1942-1943 pełnomocnik Państwowej Komisji Planowania przy Radzie Komisarzy Ludowych ZSRR w obwodzie kirowskim, 1943-1944 szef wydziału tej komisji, 1944-1948 pełnomocnik Państwowej Komisji Planowania przy Radzie Komisarzy Ludowych/Radzie Ministrów ZSRR w obwodzie charkowskim, 1948-1953 szef wydziału Państwowej Komisji Planowania Rady Ministrów ZSRR. W 1953 pracował w Wydziale III Europejskim Ministerstwa Spraw Zagranicznych ZSRR i był zastępcą Najwyższego Komisarza ZSRR w Niemczech, od czerwca 1953 do 1957 radca Ambasady ZSRR w NRD, 1957-1962 zastępca kierownika Wydziału KC KPZR, 1962-1965 kierownik Wydziału KC KPZR ds. Współpracy Gospodarczej z Państwami Socjalistycznymi. Od września 1965 do września 1968 rektor Moskiewskiego Państwowego Instytutu Stosunków Międzynarodowych, od 18 października 1968 do 1 czerwca 1973 ambasador nadzwyczajny i pełnomocny ZSRR w Kanadzie, od 13 listopada 1973 do 21 maja 1983 ambasador nadzwyczajny i pełnomocny ZSRR w Kenii. Pochowany na Cmentarzu Kuncewskim w Moskwie.